# Papež Damaz II.
Papež Damaz II. ((latinsko Papa Damasus Secundus) rojen kot Popon (nemško Poppo von Brixen; italijansko Poppo de' Curagnoni), je bil nemški škof, kardinal in papež, * okrog 1000 Pildenau (Vojvodina Bavarska, Sveto rimsko cesarstvo; danes: Nemčija), † 9. avgust 1048 Palestrina (Papeška država, Sveto rimsko cesarstvo)

Papež je bil od 25. decembra 1047 - 9. avgusta 1048, ko je umrl. 

## Življenjepis

### Izvor in vzpon
Popon (Poppo, Poppone) se je rodil okrog leta tisoč. Izhajal je iz visokega frankovskega plemstva, po rodu iz Vojvodine Bavarske, kot pravi njegov neimenovani življenjepisec: 
| Latinsko besedilo (Liber pontificalis)                  | Slovenski prevod                                                    |
| ------------------------------------------------------- | ------------------------------------------------------------------- |
| "natione Noricus, qui alio vocabulo Baginarius dicitur" | po narodnosti Noričan (= Tirolec), ki jih drugače imenujejo Bavarci |

Izročilo poroča, da se je neki družini v Pilderingu, ki je pribežala iz Ogrske, rodil sin. Tega so pozneje posvetili v Bambergu za duhovnika. Prvič pa ga zgodovina omenja v listini iz 1040 kot Popona, ki je postal briksenški škof na Južnem Tirolskem. V Pildenavu spominja na papeža Damaza II. cerkev na Bundesstraße 12, ki je posvečena vremenskima svetnikoma Janezu in Pavlu.  

Poppo von Brixen, z vzdevkom Baginarius (Bavarec), pravzaprav izhaja iz bavarske plemiške rodovine Babonen in je bil sin grofa Popona II. (Poppo II. von Rot) – ali pa, po drugih virih, sin upravnika samostana v Benediktbeuernu. Menijo, da je bil briksenški škof že od 1039.
Prvič je omenjen kot briksenški (Brixen na Tirolskem) škof v listini z dne 16. januarja 1040, ko je že užival veliko kraljevo zaupanje. Prve listine pravijo o njem, da je bil "Sancte Brixinensis Ecclesie episcopus" ali "Sebonensis episcopus" .

### Tri darovnice – tudiBledz okolico
Januarja 1040 je bil Popon v Trierju na dvoru Henrika III., od katerega je dobil, skupaj z drugimi darovnicami njemu osebno in njegovi Cerkvi, potrdilo posesti in fevdalnih pravic, ki jih je vse dotlej uživala briksenška Cerkev. To izhaja iz treh listin, ki nosijo datum 16. januarja 1040. 
1. V prvi med njimi [6] Henrik Črni razglaša, da je podaril briksenškemu škofu Poponu in njegovim naslednikom kot posestvo našega prava ("quoddam nostri iuris predium") v deželi Kranjski (Carniola), področje med reko Bistrico [7] in graščino Bled; poleg tega pa še gozd v Lešah  ("silva, que Leschac nuncupatur").
2. V drugi listini [8] kralj potrjuje Poponu in njegovi Cerkvi na njegovo zahtevo vse nadarbine, ki jih je potrdil njegov oče, in sicer v današnjem švicarskem kantonu Grigioni blizu Coire: "comitatum situm in valle Enica ab eo termino, qui Tridentinum a Brixenense dividit episcopatum…" (tj. vse področje med reko Ino in Adižo…)
3. V tretji listini [9] Henrik razglaša, da je podaril briksenškemu škofu Poponu prav tako v moči našega prava ("quendam nostri iuris saltum") v deželi Kranjski področje, ki ga omejujeta dve strani Savinih izvirov od njihovega začetka vse do njihovega stoka, da gozdarijo in jih uporabljajo ("forestavimus, et banni nostri districtu circumvallavimus") in da odslej to sestavlja zalogo za lov in ribolov briksenših škofov.

Popon je bil pravzaprav lastnik strateško najpomembnejših posestev v kraljestvu. To področje je obsegalo Vzhodne Alpe, izvire Drave, del Rajne in Ina, kakor tudi slovensko Kranjsko: in sicer gorati del z najvišjim vrhom Triglavom ter področje med Savo Dolinko ter Savo Bohinjko. 

Popon je kot zaupnik spremljal Henrika na potovanju v Italijo jeseni 1046 in sodeloval 25. oktobra na sinodi v Paviji, kjer je bila obsojena simonija, pa v Sutriju 20. decembra, ko so bili poklicani na odgovornost vsi trije papeži – vendar se je pojavil le Gregor VI., ki je moral odstopiti. V Rim je prispel 23. decembra, in tam je bil naslednjega dne izvoljen novi papež Klemen II., ki je vodil znamenito rimsko sinodo zoper simonijo 5. januarja 1047; nato se je verjetno s cesarjem vrnil v Nemčijo sredi maja. 

## Papež

### Imenovanje za papeža z zapleti
Kot tretji Nemec je bil povzdignjen na sedež sv. Petra in drugi, ki ga je imenoval oziroma predložil svetorimski cesar. Ob smrti Klemena II. 9. oktobra 1047 je Tuskulska stranka ponovno vzpostavila svojo oblast v Rimu, in, s tajno podporo tuskulskega mejnega grofa Bonifacija, obnovila svojo malopridno stvaritev Benedikta IX.. On je nadaljeval na svoj običajen način onečaščati papeštvo za naslednje obdobje osmih mesecev, dokler ni popolnoma izginil iz zgodovine. 

### Različni predlogi
Na božični dan 1047 je iz Rima prispelo v Pölde na Saškem  odposlanstvo k svetorimskemu cesarju; prek njega so pripadniki protituskulske stranke Henrika III.  obvestili o Klemenovi smrti in rotili cesarja, naj mu v moči pooblastil, ki jih je imel kot rimski patricij, določi vrednega naslednika. Odposlanci – v skladu s svojimi navodili, so predložili primernega kandidata, in sicer lionskega nadškofa Halinarda, ki je popolnoma obvladoval italijanščino in je bil v Rimu priljubljen; le-ta pa za imenovanje ni hotel niti slišati. 

Na zahtevo rimskega odposlanstva cesar ni odgovoril takoj. Kot vesten mož je vprašal za nasvet škofa Vaza  iz Lièga; škof je dolgo preudarjal. Ker je pa Vazo odlašal z odgovorom, je postal Henrik nestrpen in se je medtem že odločil za drugega kandidata. Vazo je menil, da bi bilo treba vrniti Gregorja VI., ki se je sedaj nahajal v izgnanstvu v Kelmorajnu, in je bil po njegovem krivično odstavljen. 

Henrik pa se je kljub temu odločil na Božič 1047 in imenoval januarja 1048 Popona, škofa v Brixnu na Tirolskem, čeprav se je tudi on te visoke službe sprva branil.  

### Nelahko ustoličenje
Cesar je obenem ukazal mejnemu grofu Bonifaciju, naj uvede bodočega papeža v Rim. Bonifacij je najprej odklonil in predlagal ustoličenje Benedikta, ki se je že tako vnovič polastil papeštva – tudi z njegovo pomočjo; vendar je popustil na Henrikovo grožnjo, da bo sam prišel z vojsko napravit red. Po Benediktovem umiku oziroma pobegu 16. julija je briksenški škof Popon končno vstopil v večno mesto in bil ustoličen v Lateranu 17. julija 1048. Da bi pokazal svoje spoštovanje do prvotne in čiste Cerkve, si je izbral ime po svetem Damazu – ter nastopil kot papež Damaz II.. Zadržal je - kot je storil tudi njegov predhodnik Klemen II. - do smrti tudi upravo svoje prejšnje, briksenške škofije. Prebivalstvo je spoštljivo sprejelo pobožnega moža, ki so ga imeli priložnost spoznati med prejšnjo sinodo in so ga lepo soglasno razglasili za papeža ter ga ustoličili. 
Njegovo papeževanje pa je trajalo le malo časa, komaj 23 dni.    
Takoj po posvetitvi – ker se ni čutil varnega v mestu, kakršno je bilo rimsko – ki je kaj lahko spremenilo svoj obraz, in ker je težko prenašal strahovito vročino tistega poletja – se je preselil v Palestrino, ki je že bila pod pokroviteljstvom Cerkvene države; vendar je takoj, ko je prispel tja, nenadoma umrl. 

### Dela
- »Documenta Catholica Omnia« (v latinščini). Cooperatorum Veritatis Societatis. Pridobljeno 6. decembra 2011.

- Papež Damaz je podaril cerkvi v Briksnu oltarni prt in različne druge predmete. [23]

## Smrt in spomin
Po kratkem času 23 dni je papež Damaz umrl kot žrtev mrzlice v podeželski in hriboviti Palestrini, ki leži 35 km vzhodno od Rima; tja je pobegnil kmalu po umeščanju pred rimsko poletno vročino. Nekateri viri menijo, da so ga zastrupili pristaši njegovega tekmeca Benedikta IX. 

Papeža Damaza so pokopali v rimski baziliki San Lorenzo fuori le mura.  

Med drugimi je trdil tudi Damazov sodobnik kardinal Beno, da je bil papež zastrupljen. Pokopali so ga v Rimu v lepo izrezljani srednjeveški sarkofag, ki so ga postavili na desno stran stebrišča pri baziliki San Lorenzo fuori le mura; to cerkev pa so bombardirali zavezniki 19. julija 1943 v Drugi svetovni vojni in jo popolnoma porušili. Kljub temu barbarstvu se je papežev grob ohranil in ga lahko vidimo še danes.  

Njegovi smrti je sledila sedisvakanca vse do izvolitve njegovega naslednika, svetega Leona IX., kar se je zgodilo 12. februarja 1049. 

## Ocena
- Sveti papež Damaz I., 37. naslednik apostola Petra, je vladal v 4. stoletju (366-384). Na splošno menijo, da si je papež Damaz II. privzel ime v čast prvemu Damazu, za katerega smatrajo, da je vzpostavil svetopisemski kanon, ki ga katoličani uporabljajo še danes, in da je zaupal Hieronimu prevajanje svetega pisma iz grškega in hebrejskega izvirnika v latinščino (Vulgata); s tem je hotel poudariti, da se mora Cerkev vrniti na izvire, če se hoče obnoviti. [17]
- Platina [28] [29] trdi, da je bila izvolitev Damaza II. neveljavna, ker je manjkala privolitev duhovščine in rimskega ljudstva. Obtožuje ga častihlepnosti in pravi celo, da je bila njegova prezgodnja smrt pravična kazen zanjo. Njegov razlagalec in komentator Panvini pa meni ravno nasprotno; obsiplje Damaza s hvalo, ki se mu zdi zaslužena. Kar se tiče cerkvenopravne pravilnosti volitev, je zelo verjetno, da so Rimljani s ploskanjem potrdili izbiro cesarja, do katerega so čutili velike obveznosti, in ki bi ga bili morali spoštovati zaradi njegovih vrlin. [30] [31]
- Čeprav nekateri viri omenjajo, da je bil papež Damaz II. zastrupljen, je najbolj verjetno povzročila njegovo smrt mrzlica, pred katero je hotel pobegniti iz Rima.[20]

### Verski čut vMračnem stoletju
Kljub zelo mali nravni in človeški veljavi mnogih teh papežev, ki so si sledili skozi poldrugo stoletje, je upravna ureditev papeštva nadaljeval delovanje, čeprav v počasnejšem teku. Papeška pisma so prihajala iz pisarne in bila namenjena vsem krščanskim deželam; papeži so nadaljevali z dajanjem nasvetov in ukazov kristjanom vseh stanov. Kralj in laiki niso nehali z ustanavljanjem škofij in opatij, za kar so poprej prosili papeško dovoljenje. Za krščanstvo je bila pomembna ustanova kot taka, ne osebnost tega ali onega papeža, za katere takratni sodobniki niso kazali ravno velikega zanimanja. Še enkrat je torej obveljalo načelo, ki je razlikovalo med službo in osebo, ki ji je bila služba poverjena. V tem smislu lahko razložimo romarje, ki so se kar naprej stekali v Rim. Privlačeval jih je njegov večni čar, in možnost, da obiščejo grobove svetih apostolov Petra in Pavla, ter številne častitljive relikvije, s katerimi je bilo večno mesto bogato. Le tedaj, če upoštevamo to srednjeveško miselnost, za katero so imela merila za osebno vrednotenje mnogo manjšo pomembnost kot dandanašnji, lahko razumemo, zakaj nenravnost nekaterih od teh papežev - zlasti simonija - ni imela za papeštvo toliko negativnih posledic, kolikor bi si lahko predstavljali v dananašnjih dneh. 